# Phil Phillips
Phil Phillips, pseudonimo di John Philip Baptiste (Crowley, 14 marzo 1926 – Lake Charles, 14 marzo 2020), è stato un cantante statunitense, che raggiunse l'apice del successo alla fine degli anni '50.

## Biografia
Incoraggiato a perseguire una carriera da cantante dopo un eccellente rendimento scolastico, si esibì nella formazione creata coi fratelli, Gateway Quartet, cantando pezzi gospel. Impostosi poi come solista specializzato nel genere swamp pop, incise nel 1959 il singolo Sea of Love, rimasto 14 settimane nella top 40 della Billboard (per un periodo fu anche al secondo posto) e proclamato dunque Disco d'Oro. Il brano fu successivamente ripreso da molti altri artisti (si ricorda in particolare la cover che ne ha fatto il gruppo The Honeydrippers).
Non avendo prodotto altre canzoni di successo, Phillips diventò quindi conduttore radiofonico. Nel 2007 venne introdotto nella Louisiana Music Hall of Fame.
Morì il 14 marzo 2020, giorno del suo 94º compleanno.

## Vita privata
Ebbe sette figli.